# Peperino
Il peperino o piperino è una roccia magmatica, tipica delle zone di Vitorchiano e Soriano nel Cimino, in provincia di Viterbo, e dei Colli Albani, in provincia di Roma, costituita da frammenti di trachite o di tefrite, e contenente leucite in varie percentuali. Il colore classico è il grigio macchiettato.
È presente inoltre in varie zone dell'Italia centrale come sul Monte Amiata in Toscana.
Nel medioevo veniva usata in blocchi come materiale edile, per poi essere relegata alla realizzazione di finiture: zoccolature, fasce, lastricati, soglie, scale.

## Etimologia del nome
Il nome peperino deriva dal latino tardo  lapis peperinus, derivato di piper (cioè pepe), per la presenza di particelle di biotite di colore nero simili a grani di pepe.

### Peperino di Soriano nel Cimino

#### Processo di formazione
Il peperino, una ignimbrite di tipo tufo saldato, deriva dalla cementazione di materiali vulcanici dell'antico Vulcano Cimino.
Nel corso dei secoli il tutto si è consolidato, sia per effetto di azioni fisiche connesse con movimenti orogenici, sia per la naturale presenza di cemento formatosi dalla decomposizione di particelle vetrose e di calcio.
Questo processo di formazione rende il peperino resistente al tempo ed agli agenti atmosferici, pur rendendolo facilmente lavorabile.
Il peperino, detto lapis ciminus, è stato originato dalle lave solidificate del Cimino, vulcano spento (1.053 s.l.m.).

#### Colore
Il colore classico del peperino è il bigio (grigio cenere) con varietà di tono su base chiaro/scura a motivo della zona di estrazione, ma nell'area sorianese è estratto nelle varietà: peperino grigio chiaro e peperino rosa; nella qualità più dura e compatta prende il nome di lavagrigia e lavarosa. Il peperino di color rosa è molto più raro ed apprezzato.

#### Storia ed usi
Questa pietra è stata utilizzata fin dal paleolitico e poi, via via, dagli etruschi per i loro sarcofagi, dai romani per gli edifici pubblici, fino a diventare materiale edificabile dominante per le costruzioni medievali e rinascimentali.
Nell'età antica (all'epoca di etruschi e romani) nella zona di Viterbo il peperino fu utilizzato per la costruzione del teatro di Ferento.
Nel medioevo il peperino fu utilizzato per la costruzione di diversi quartieri a Viterbo: si può notare la presenza di questa pietra nel quartiere medievale di S. Pellegrino.
Il peperino fu usato anche per la costruzione di alcuni tra i più caratteristici borghi del viterbese, come ad esempio quelli di Vitorchiano e Soriano.
Da Soriano nel Cimino il peperino è esportato fino in Canada, in Giappone e nel Medio Oriente.

### Peperino dei Colli Albani

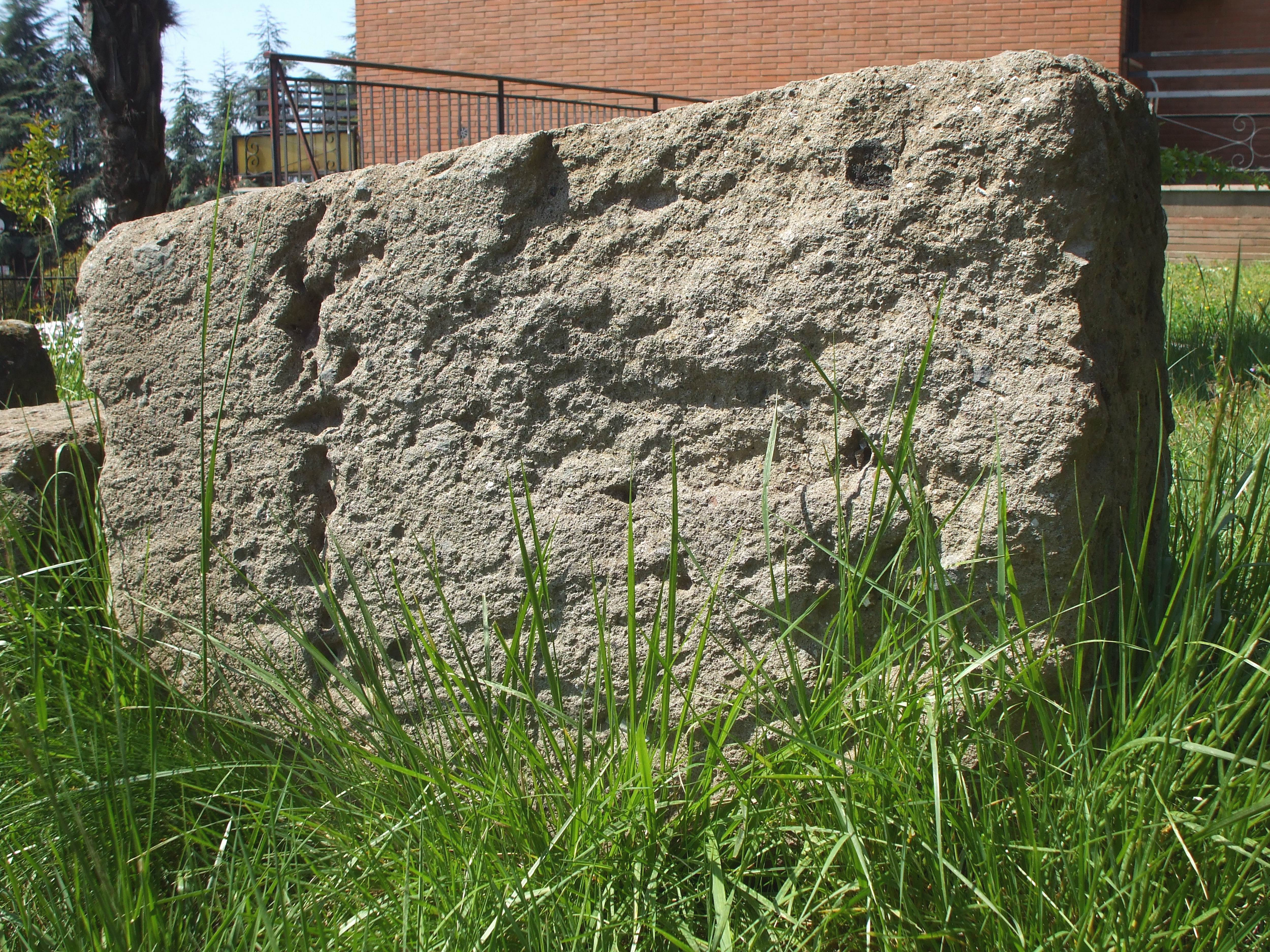
Un blocco di peperino a Cecchina, in comune di Albano Laziale.

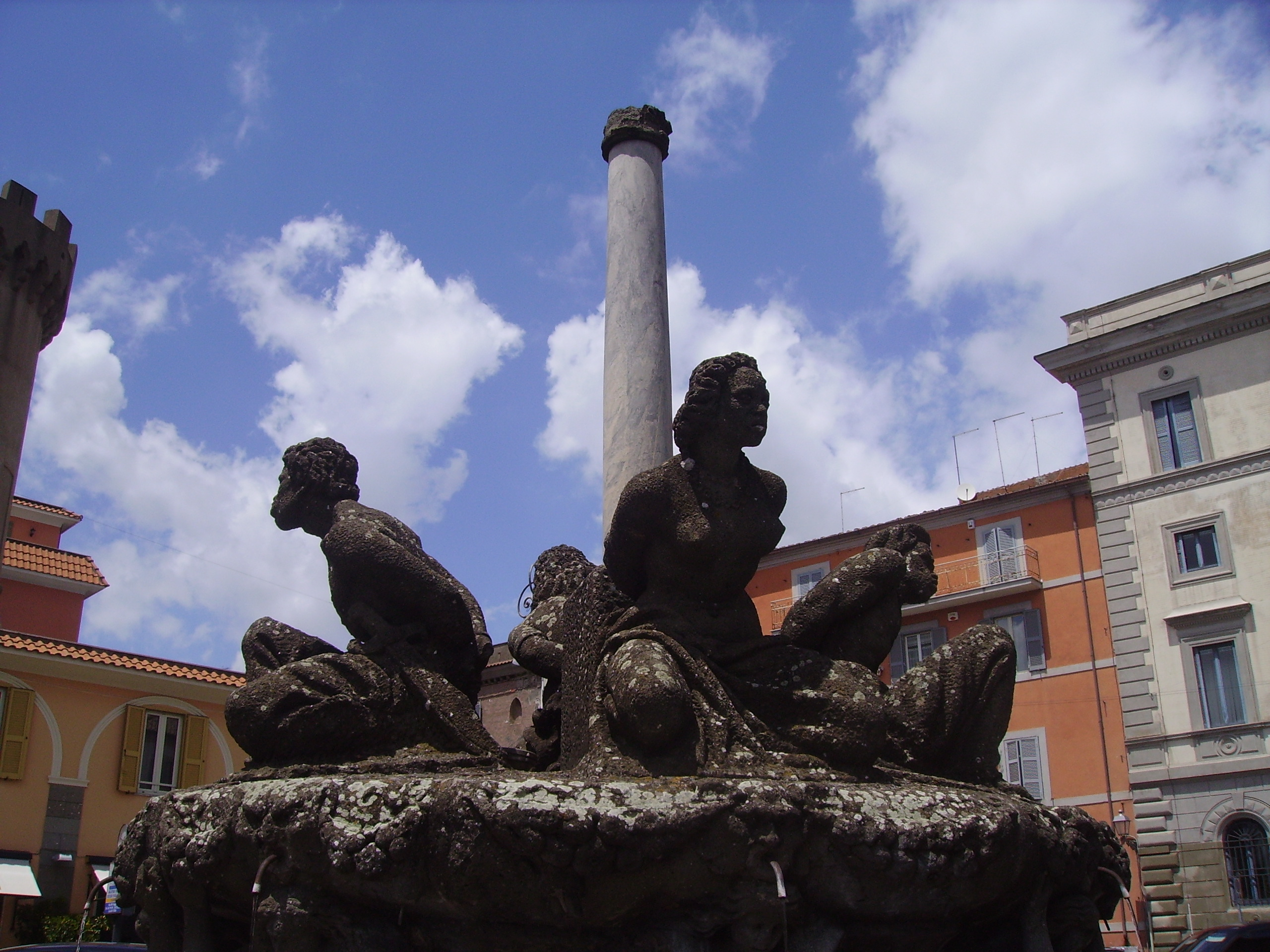
La fontana dei Quattro Mori a Marino, realizzata completamente in peperino.

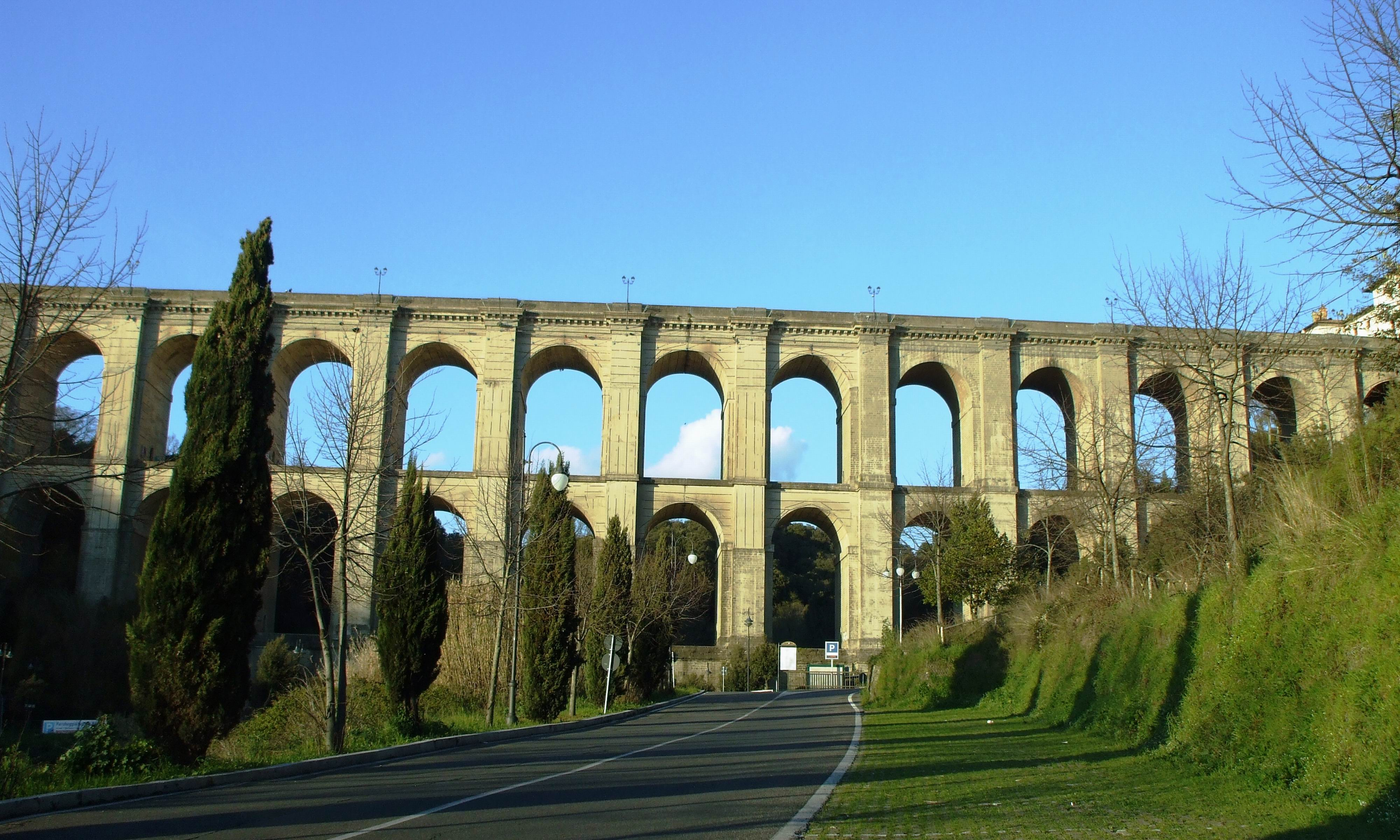
Il ponte di Ariccia ad Ariccia, in origine realizzato completamente in peperino.

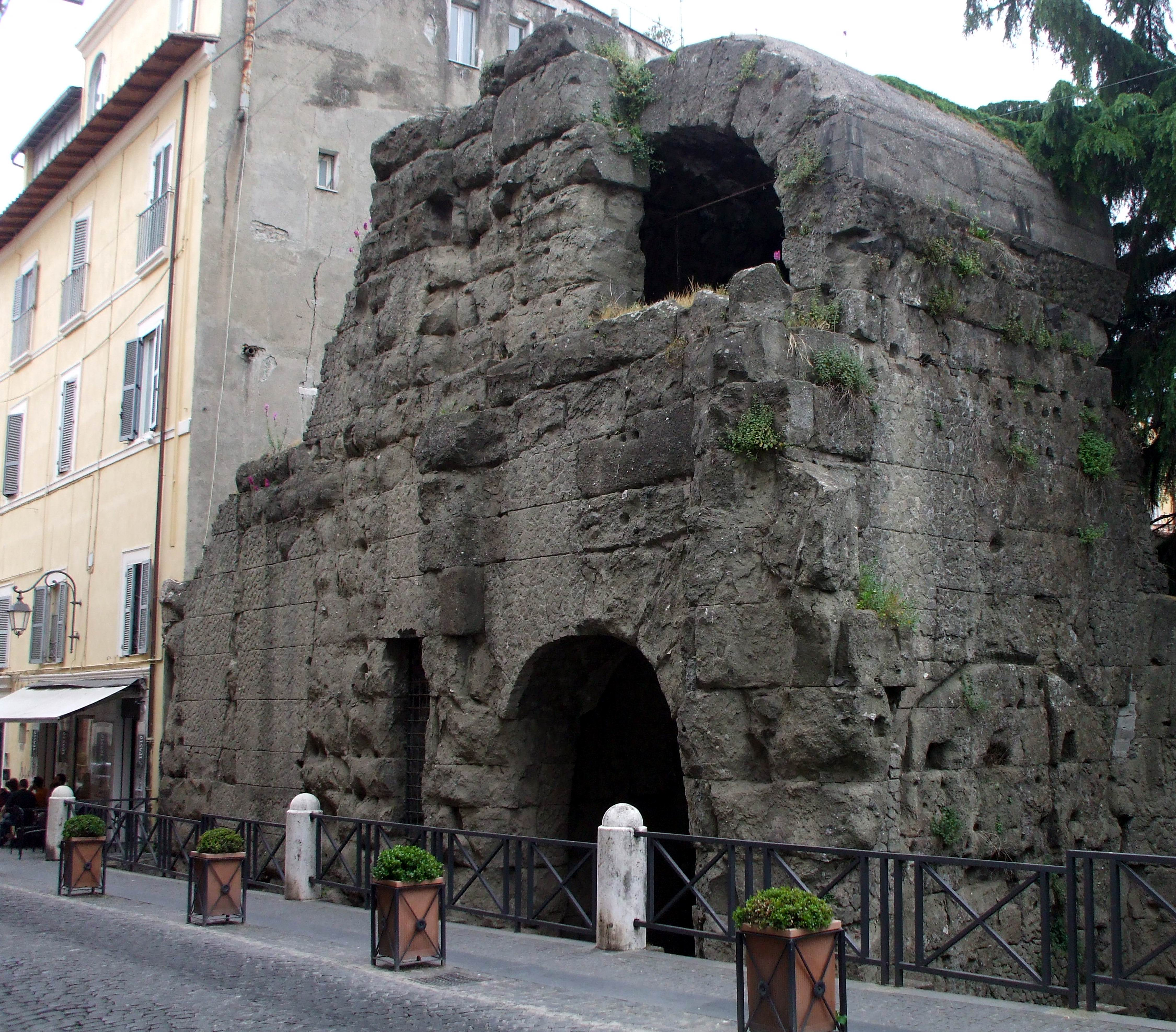
La Porta Pretoria dei Castra Albana ad Albano Laziale, in peperino.

#### Localizzazione
Il peperino dei Colli Albani, in provincia di Roma, è localizzabile in buona parte del territorio comunale di Marino, e lungo i crinali ─ le pentime ─ del Lago Albano, anche nei comuni di Castel Gandolfo, Albano Laziale, Rocca di Papa, Velletri ed Ariccia. Per via della sua grande diffusione nell'area dei Colli Albani, che prendono nome dall'antica capitale latina Alba Longa, i Romani chiamarono questa tipologia di peperino lapis albanus. Le tipologie più diffuse sono quelle del peperino di Marino e di Albano: nel territorio di quest'ultimo comune è stato identificato un tipo particolare di peperino, chiamato dai geologi peperino di Cecchina. Cave per l'estrazione del peperino erano attive a Marino ─ le Cave di Peperino ─ e ad Albano Laziale in età romana e ad Ariccia.

#### Formazione e composizione
La formazione del peperino di Marino, e più in generale di tutto il territorio dei Colli Albani, è dovuta all'attività del Vulcano Laziale, iniziata circa 600.000 anni fa e terminata 20.000 anni or sono. 
Il solidificarsi dei materiali magmatici emesse dal cono vulcanico diede origine a varie tipologie di minerali: dal tufo, diffuso in maniera generica ed abbondante in tutta l'area tuscolana dei Colli Albani (Rocca di Papa), alla pietra sperone del Tuscolo (Frascati, Monte Compatri, Grottaferrata e Monte Porzio Catone), e quindi al peperino (Marino Laziale).
La Carta Geologica d'Italia del Servizio Geologico d'Italia così definisce i peperini albani, classificandoli come tipologia v2: "Manifestazioni eruttive finali. Brecce piroclastiche d'esplosione con lapilli, proiettili leucocratici, ultrafemici, pirosseniti biotitiche, più xenoliti di lave leucitiche e del substrato, facies cineritiche superiormente straterellate, in strati e banchi consolidati (peperino) rapidamente assottigliatosi allontanandosi dai centri d'emissione." Il peperino di Marino è definito da alcuni studiosi "lava fangosa indurita" con un magnetismo alquanto debole se confrontato con altre pietre della stessa zona: ed in effetti scavando nel sottosuolo marinese si possono individuare filoni di peperino umidi, ancora in formazione.
Il peperino di Marino è invariabilmente di colore grigio, variabile dalla tonalità chiara alla scura: all'interno della materia sono contenuti frammenti di altri minerali, come gli zeoliti: questi minerali erano spesso utilizzati dalla gente comune per pulire le argenterie.; possono trovarsi inclusi nel peperino anche minerali cristallizzati ed amorfi, globuli di calcite e addirittura pezzetti di legno. L'architetto e studioso Leon Battista Alberti, durante la sua permanenza ai Colli Albani, sostenne di aver visto uscire da un blocco di peperino una serpe viva: indubbiamente, all'interno del composto del peperino si trovano piccoli animali morti, frammenti ossei ─ come il corno di una cerva rinvenuto alla fine dell'Ottocento presso la località Civitella di Marino ─ o addirittura interi scheletri, come lo scheletro di un cervo trovato nel sottosuolo di piazza di Corte ad Ariccia nel 1786.

#### Storia ed usi
Nell'età della Roma monarchica il peperino dei Colli Albani, chiamato lapis albanus, fu uno dei principali materiali da costruzione di Roma: in peperino vennero costruite le Carceri Mamertine, la Cloaca Massima, e una parte considerevole delle costruzioni celebrative sul Campidoglio. Ancora in età romana vennero costruiti con questo materiale l'acquedotto Claudio, la struttura base di Castel Sant'Angelo a Roma, l'emissario del Lago Albano e le mura dei Castra Albana ad Albano Laziale; il mitreo di Marino venne scavato nel peperino vivo. Secondo una tradizione popolare, l'imperatore Nerone inviò a lavorare alle cave di Marino, che già erano ampiamente operative nel I secolo, degli schiavi orientali, a cui sarebbe riconducibile la costruzione del mitreo.
Nel medioevo, vennero realizzate in peperino alcune parti architettoniche della chiesa di Santa Lucia a Marino, unico esempio di architettura gotica dei Castelli Romani, poi trasformata in sede del Museo Civico Umberto Mastroianni. Durante la dominazione feudale della famiglia Colonna su Marino, le principali opere monumentali della città furono edificate in peperino: parti ornamentali di Palazzo Colonna (1532 - 1622), gli ingressi ai Giardini Colonna (fine Cinquecento), alcune parti della Basilica di San Barnaba (1640 - 1662), la fontana dei Quattro Mori (1636). A metà Cinquecento Marcantonio II Colonna commissionò agli scalpellini marinesi delle enormi statue da collocare nel Barco Colonna di Marino, col tempo in buona parte disperse.
Nell'Ottocento le principali opere monumentali realizzate in peperino furono Palazzo Brancaccio su via Merulana a Roma e l'imponente ponte di Ariccia; inoltre, per tutte le principali strade della zona i basamenti ed i viadotti erano in peperino: lungo la Strada statale 7 Via Appia dopo Albano Laziale è sopravvissuto l'imponente muro di contenimento della strada. Alla fine dell'Ottocento, presso le cave di peperino di Marino lavoravano circa cinquecento scalpellini, che rappresentavano un'importante voce dell'economia locale.
A partire dal Novecento, il peperino iniziò anche ad attirare l'attenzione di numerosi artisti: lo scultore e pittore futurista Roberto Melli realizzò con questa pietra Il ritratto di Vincenzo Costantini, opera conservata presso la Galleria Nazionale d'Arte Moderna e Contemporanea di Roma. Altri scultori furono attirati a Marino dalla sua pietra: fra gli altri Lorenzo Guerrini, Pietro ed Andrea Cascella, Aldo Calò e infine Umberto Mastroianni.
Nel 1960, con la costruzione della Strada statale 217 Via dei Laghi che passa sopra le latomie delle cave, l'escavazione del peperino a Marino venne interrotta. Tuttavia l'interesse per questa materia non andò scemando, anzi: tra il 1978 ed il 1990 il Comune di Marino organizzò la Biennale della Pietra, con la partecipazione di artisti come i marinesi Paolo Marazzi e Mario Gavotti,  lo spagnolo Luis Ramos ed il giapponese Kazuto Kuetani. Il 5 ottobre 1991 il Consiglio comunale ha approvato il vincolo storico per una parte della cave abbandonate, attorno a cui è cresciuto il quartiere Cave di Peperino.

## Moai
Questa pietra è stata oggetto di un particolare ed interessante scambio culturale con gli indigeni dell'isola di Pasqua: nei primi anni 90, infatti un gruppo di artigiani rapanui ha scolpito a Vitorchiano, un piccolo paese vicino a Soriano nel Cimino, un enorme moai ricavato da un blocco di pietra di 30 tonnellate e la grande opera, dall'aspetto misterioso, è rimasta presso la cittadina.